# PeerTube
PeerTube — децентрализованный, федеративный видеохостинг с открытым исходным кодом, основанный на технологиях ActivityPub и WebTorrent. Создан в 2017 году разработчиком с ником Chocobozzz, в дальнейшем поддержку разработки взяла на себя французская некоммерческая организация Framasoft.
PeerTube использует технологию WebRTC для организации прямого P2P-канала связи между браузерами и протокола ActivityPub, позволяющего объединить отдельные серверы с видео в общую федеративную сеть (Fediverse, в неё входят Mastodon, Pleroma и сам PeerTube), в которой посетители участвуют в доставке содержимого и могут подписываться на каналы и получать уведомления о новых видео.

## История
PeerTube создан в 2017 году разработчиком Chocobozzz.
В начале 2018 года Framasoft запускает краудфандинговую программу на KissKissBankBank. В марте 2018 года выпущена первая бета версия. 16 октября 2018 года выпущена первая стабильная версия.
В ноябре 2019 года выпущена версия 2.0, PeerTube получает официальный маскот Sepia.
22 сентября 2020 представлен поисковый движок SepiaSearch, созданный для поиска видео по всем серверам PeerTube.
7 января 2021 года выпущена версия 3.0.0 с поддержкой потокового вещания (live streaming) с доставкой содержимого в режиме P2P.

## Технология
PeerTube использовал технологию WebTorrent (с версии 6 она была удалена, приоритет разработки сместился на ActivitiyPub). На каждом сервере есть торрент-трекер, и каждый веб-браузер, просматривающий видео, также делится им. Это позволяет распределять нагрузку между самим сервером и клиентами, а также полосу пропускания, используемую с помощью технологии P2P.
Система работает через объединение серверов, управляемых независимыми владельцами. На каждом сервере PeerTube возможно самостоятельно размещать любое количество видео и возможно интегрироваться с другими серверами, чтобы пользователи могли смотреть свои видео в одном пользовательском интерфейсе. Группа объединённых серверов создает федерацию, которая позволяет коллективно размещать большое количество видео на единой платформе без необходимости создавать инфраструктуру, сопоставимую с инфраструктурой веб-гигантов. Каждый сервер управляется отдельной организацией и находится под её исключительным управлением.
PeerTube использует протокол ActivityPub для обеспечения децентрализации и совместимости с другими разнообразными сервисами, что может предотвратить привязку к поставщику и сделать его более устойчивым к цензуре.